# María Bleda y José María Rosa
María Bleda (Castellón, 1968) y José María Rosa (Albacete, 1970) son dos fotógrafos españoles conocidos como Bleda y Rosa, que utilizan la fotografía como un recurso para su expresión artística. Su trabajo conjunto podría considerarse como de un autor único y ha sido reconocido con el Premio Nacional de Fotografía en el año 2008.

## Trayectoria profesional
Bleda y Rosa realizan un trabajo conjunto que parece la obra de un solo autor, como un referente de trabajo con ciertas similitudes se encuentra el de Bernd y Hilla Becher. Comenzaron a trabajar juntos durante sus años de formación en la escuela de artes aplicadas y diseño de Valencia. Desde sus inicios se han dedicado a realizar series fotográficas. Los temas de sus obras son espacios registrados de una forma objetiva pero relacionados con dimensiones temporales y fundamentados en escenarios de acontecimientos humanos.

## Obra
Su primer trabajo más conocido se titulaba Campos de fútbol y consistía en una serie que recogía esos campos abandonados y que en algunos casos habían cambiado en sus funciones utilitarias. Su segundo trabajo se llamaba Campos de batalla y recogía los espacios en los que se desarrollaron importantes batallas históricas, reflejando a través de su estado actual los posibles rastros de su pasado sanguinario; todos los elementos de la serie se realizan en similares condiciones de encuadre y punto de toma. En un sentido similar se encuentra su serie Ciudades en la que recogen los vestigios de antiguas ciudades. El último trabajo se denomina Origen y se refiere a yacimientos paleontológicos relacionados con la especie humana.

## Exposiciones
Desde 1992 realizan exposiciones de modo habitual, tanto de tipo individual como colectivo, por toda España, pero también en Escocia, Portugal, Estados Unidos, China, etc. 

## Obras en museos
Su obra se puede encontrar en colecciones de diferentes instituciones como ARTIUM, Museo Nacional Centro de Arte Reina Sofía, Museo de Arte Contemporáneo de Castilla y León, etc.

## Premios
También han recibido diversos premios y reconocimientos como:
- 1995 Imágenes Jóvenes - Arte Joven, Madrid.
- 1996 Premio Arte Joven, Valencia.
- 1997 Accésit Certamen de Artes Plásticas, Castellón.
- 1999 Grand Prix Ville de Collioure.
- 2001 Premio Altadis Artes Plásticas, Madrid.
- 2002 Mención de honor, IV premio de pintura y fotografía ABC, Madrid.
- 2005 Premio PHotoEspaña Fotógrafo Revelación, Madrid.
- 2008 Premio Nacional de Fotografía.[1]